# Signo de Crowe
El signo de Crowe es un signo propio de las personas con neurofibromatosis tipo I (la enfermedad de Von Recklinghausen), que supone la presencia de pecas axilares. Estas se producen hasta en un 30% de las personas con la enfermedad y su presencia es uno de los siete criterios de diagnóstico de neurofibromatosis. Las pecas también pueden estar presentes en el área inguinal de la neurofibromatosis.
Este signo médico fue nombrado en honor del Dr. Frank W. Crowe, un médico estadounidense, quien notó que las pecas axilares están presentes en aproximadamente el 20-30% de los pacientes con neurofibromatosis, pero no veía ninguna en pacientes que no tenían neurofibromatosis.